# UDAPB
União Desportiva Aeroporto, Picão e Belo Monte (auf Portugiesisch etwa „Sportvereinigung Flughafen, Picão und Belo Monte“, abgekürzt und allgemein bekannt als UDAPB) ist ein Fußballverein mit Sitz in Santo António auf der Insel Príncipe in São Tomé und Príncipe. Die Mannschaft spielt im Campeonato Santomense, der höchsten nationalen Spielklasse, und trägt die Heimspiele wie alle Vereine der Insel im Estádio 13 de Julho in der Inselhauptstadt aus.
Der Verein befindet sich in der Nähe des einzigen Flughafens der Insel, ist im Dorf Picão ansässig, und umfasst auch die Ortsteile Aeroporto (Teil von Santo António) sowie Belo Monte, außerdem weitere Gebiete im Nordosten der Insel, einschließlich Santa Rita.

## Geschichte
Der Verein entstand aus dem Zusammenschluss der zuvor nicht registrierten Clubs aus Picão, Aeroporto de Príncipe und Belo Monte und wurde kurz danach offiziell registriert. Den einzigen Inselmeistertitel gewann das Team im Jahr 2007.
Im nationalen Wettbewerb spielte UDAPB am 12. Mai 2007 gegen den SC Praia Cruz im Estádio Nacional 12 de Julho und verlor mit 2:4.
Zwischen Ende 2012 und Ende 2015 waren UDAPB und FC Porto Real die beiden einzigen Vereine ohne regionalen Pokaltitel. Seit Ende 2015 ist UDAPB der einzige Club der Insel ohne Pokaltitel und der einzige, der nie an einem nationalen Pokalwettbewerb teilgenommen hat.
Am 30. September hatte UDAPB im Inselstadion die Chance auf den ersten Pokaltitel. Ziel war es, als letzter Verein ohne Pokalerfolg diese Lücke zu schließen. Das gelang nicht – UDAPB verlor das Finale mit 2:3 gegen FC Porto Real.